# Elizabeth Edwards
Elizabeth Anania Edwards (3 de julho de 1949 - 7 de dezembro de 2010) foi uma advogada, escritora e ativista norte-americana. Ela foi casada com John Edwards, ex-senador dos EUA pela Carolina do Norte.